# Material nuclear
Conform IAEA, materialul nuclear este acel material care conține uraniu, plutoniu sau thoriu în orice formă. Se face diferența între „material sursă” (uraniu natural sau sărăcit) și „material special fisionabil” (uraniu îmbogățit, 233U și 239Pu). Minereul uranifer este încadrat în clasa „materialelor sursă”, chiar dacă nu face obiectul controlului de garanții în cadrul Tratatului de Neproliferare Nucleară.
Unele țări utilizează terminologii diferite: în SUA, sintagma „material nuclear” este utilizată în mod uzual pentru „material nuclear special”, respectiv acel materil nuclear care poate fi utilizat pentru construcția de arme nucleare (așa cum a fost definit de către Atomic Energy Act în 1954). „Materialele speciale fisionabile” (uraniu îmbogățit, 233U și 239Pu) sunt încadrate în clasa „materialelor nucleare speciale”.
La nivelul anului 1980, definiția Convenției asupra protecției fizice a materialului nuclear (eng. Convention on the Physical Protection of Nuclear Material) nu includea thoriul.